# Parvilacerta fraasii
Parvilacerta fraasii är en ödleart som beskrevs av  Lehrs 1910. Parvilacerta fraasii ingår i släktet Parvilacerta och familjen lacertider. Inga underarter finns listade i Catalogue of Life. Artepitet i det vetenskapliga namnet hedrar naturforskaren Oskar Fraas som hittade typexemplaret.
Arten förekommer endast med några glest fördelade populationer i norra Libanon och angränsande regioner av Syrien. Den lever i bergstrakter mellan 1800 och 2400 meter över havet. Exemplaren vistas i klippiga områden med några växter som bildar kuddar. Vädret kännetecknas av varma somrar och vintrar med snö. Parvilacerta fraasii besöker ibland odlingsmark när det finns gömställen. Honor lägger tre till fyra ägg per tillfälle.
Beståndet hotas av intensivt bruk av betesmarker och av skidturism under vintern. Utbredningsområdet är maximalt 5000 km² stort. IUCN kategoriserar arten globalt som starkt hotad.